# Matataua Glacier
Matataua Glacier, till 2018 Marchant Glacier, är en glaciär i Antarktis. Den ligger i Östantarktis. Nya Zeeland gör anspråk på området. Matataua Glacier ligger 2 495 meter över havet.